# 飛田健二郎
飛田 健二郎（とびた けんじろう）は、日本の海軍軍人。最終階級は海軍大佐。
鹿児島川内一中出身。海軍兵学校第50期卒業。奇跡の駆逐艦「雪風」第3代艦長。豪放磊落な薩摩ぽ。

## 経歴
1941年7月25日 -駆逐艦雪風第3代艦長

1941年12月12日パラオ基地からフィリピンのレガスピーへ急襲

12月24日にはラモン湾上陸支援、1942年1月11日にはメナド攻略作戦の一環であるケマ上陸支援、24日ケンダリー、31日アンボン、2月20日チモール島の各上陸作戦支援に従事。2月27日からは初の海戦となるスラバヤ沖海戦に参加した。その後6月のミッドウェー海戦には攻略部隊の一員として参加し輸送船団の護衛として防空戦にあたるものの、主力空母4隻の喪失により反転。呉に帰還後、艦長は菅間良吉中佐に変わる。

1942年1月9日高木武雄少将指揮する東方攻略部隊に所属し、第二護衛隊（第二水雷戦隊）としてダバオ湾を出撃

1942年6月22日艦長退任、同鹿児島航空隊に転任

1944年7月1日鹿児島航空隊司令

1945年3月19日福岡航空隊司令

## 参考
1. ↑  船狂ち爺さんの 「私の予科練記」第15回 飛田健次郎　大佐　を思い出して, http://goinkyo.sakura.ne.jp/hobby/yoka/yoka15.html
2. ↑  駆逐艦 雪風, http://waterline.sakura.ne.jp/yukikaze.html